# 布利斯河
布利斯河（德语，德語發音：[bliːs] ⓘ，法語發音：[bliz]）发源于德国莱茵兰-普法尔茨州的洪斯吕克山脉，向西流向法国，最终在萨尔格米讷注入萨尔河，全长99.5公里。
布利斯河流经的主要城镇有：圣文德尔、诺因基兴、布利斯卡斯特尔和萨尔格米讷。